# Luis García Mozos
Luis García Mozos, firmant generalment només amb el seu nom i el primer llinatge, és un dibuixant, editor, il·lustrador i pintor espanyol, nascut a Puertollano (Ciudad Real) el 10 de gener de 1946. Juntament amb altres autors de la seva mateixa generació, com Josep María Beà (1942), Felipe Hernández Cava (1953), Carlos Giménez (1941), Fernando Fernández (1940), Enric Sió (1942) o Adolfo Usero (1941) va participar en la renovació del còmic espanyol.

## Biografia

### Infància i joventut
El 1948, el seu pare (treballador ferroviari) fou destinat a Santa Cruz de Mudela, acompanyant-lo tota la família. Allà Luis estudia primària als Hermanos de la Salle i descobreix la passió pel dibuix. Ben aviat imita també als herois de les historietes, amb tanta mala sort que perd un ull després d'una mala caiguda.
Seguint els consells d'un dels seus professors, es traslladen l'any 1956 al Vendrell i posteriorment a Barcelona perquè el jove Luis pogués desenvolupar la seva vocació. Després de tres anys estudiant a l'Academia Mercurio, i els horabaixes, a l'Escola d'Arts i Oficis, treballa pel mercat exterior amb Creaciones Editoriales i, des de 1961, Selecciones Ilustradas, realitzant generalment historietes romàntiques.
A finals dels 60, comparteix estudi amb Carlos Giménez, Esteban Maroto, Suso Peña i Adolfo Usero, formant el denominat Grupo de la Floresta que realitza algunes historietes de forma col·lectiva, com 5 por Infinito o Aventuras en la selva. Protagonitza també unes vint o vint-i-cinc fotonovel·les, algunes d'elles amb la seva al·lota Carol de Haro.
Els anys 1966, 1968 i 1970 viatja a Londres, entrant en contacte amb el moviment hippie.
Des de 1971 publica historietes de terror a les revistes de Warren Publishing.

### Maduresa i reconeixement
El 1973 coneix a la model Silke Hummel a una festa de Salvador Dalí a l'Hotel Ritz de Barcelona i se'n va amb ella a París, on Goscinny el contracta per realitzar una sèrie per la revista Pilote. Es tracta de Las crónicas del Sin Nombre, que comptarà amb guions de Víctor Mora.
Llavors lloga un petit xalet a Premià de Mar amb Giménez i Usero, formant el grup Premiá 3. El març d'aquell mateix any rep el Premi Warren de 1972 (es va entregar amb retard) a la millor tasca conjunta com a dibuixant per l'obra The Men Who Called Him Monster, publicada a Creepy nº 43.
El 1975 comença a treballar amb el guionista Felipe Hernández Cava, produint l'autobiogràfica Chicharras (1975). Viu llavors a una comuna a Cadaqués amb Enrique Ventura i Miguel Ángel Nieto Ventura.
El 1977 participa en un viatge per Europa per donar suport al llançament de la revista autogestionada Bandera negra, que després es convertiria en Trocha (i més tard reanomenada Troya) i on començarà la seva sèrie Etnocidio.
Amb guió propi, inicia Nova-2. Durant aquests anys, viatjà amb Carlos Giménez a Mèxic, Nova York i després a Algèria, abans de desenvolupar l'àlbum Argelia (1981), on col·laboren també Cava i Usero.
Va ser un dels fundadors, editor i director de la revista Rambla. D'ençà del seu tancament, s'ha dedicat fonamentalment a la pintura. L'any 1991 neix el seu fill Luis Alberto.
L'any 2006, es va celebrar una exposició de la seva obra a les XI Jornadas de Cómic de Avilés.

## Obra
Còmic
| Data      | Títol                          | Guionista             | Tipus                     | Publicació original                                   |
| --------- | ------------------------------ | --------------------- | ------------------------- | ----------------------------------------------------- |
| 01/1972   | The Men Who Called Him Monster | Don McGregor          | Història autoconclusiva   | "Creepy" #43                                          |
| 01/1972   | Welcome to the Witch's Coven   |                       | Història autoconclusiva   | "Vampirella" nº 15                                    |
| 1973-1980 | Chroniques de l'innomé         | Víctor Mora           | Sèrie                     | "Pilote" nº 724 y ss                                  |
| 1975      | Chicharras                     | Felipe Hernández Cava | Historieta autoconclusiva |                                                       |
| 1977      | Etnocidio                      |                       |                           |                                                       |
| 1981      | Nova-2                         | Luis García           | Sèrie                     | "Totem" n. 34 a 38, "Rambla" n. 1 a 5, 9, 10, 13 y 18 |
| 1982      | Argelia                        |                       |                           |                                                       |

Pictòrica
| Data | Títol        | Tipus              | Mida        | Ubicació/propietari |
| ---- | ------------ | ------------------ | ----------- | ------------------- |
| 1987 | Autorretrato | Oli sobre paper    | 70 x 50 cm. |                     |
| 1990 | Rosas        | Oli sobre llenç    | 60 x 40 cm. |                     |
| 1992 | Luis Alberto | Oli sobre llenç    | 42 x 60 cm. |                     |
| 1997 | Palma        | Grafit sobre paper | 50 x 70 cm. |                     |